# Янет Нуньєс Мохарена
Янет Нуньєс Мохарена (ісп. Yanet Núñez Mojarena; нар. 2 липня 1981) — колишня кубинська тенісистка.
Найвищу одиночну позицію світового рейтингу — 722 місце досягла 14 жовтня 2002, парну — 421 місце — 24 липня 2006 року.
Здобула 5 парних титулів туру ITF.
Завершила кар'єру 2009 року.

## Фінали ITF

### Одиночний розряд (0–1)
| Легенда          |
| ---------------- |
| Турніри $100,000 |
| Турніри $75,000  |
| Турніри $50,000  |
| Турніри $25,000  |
| Турніри $10,000  |

| Фінали за покриттям |
| ------------------- |
| Тверде (0–1)        |
| Ґрунт (0–0)         |
| Трава (0–0)         |
| Килим (0–0)         |

| Результат | Дата          | Рівень | Турнір                   | Покриття | Суперниця        | Рахунок  |
| --------- | ------------- | ------ | ------------------------ | -------- | ---------------- | -------- |
| Поразка   | 1 серпня 2005 | 10,000 | Сьюдад-Гуаяна, Венесуела | Тверде   | Яміле Форс Герра | 5–7, 4–6 |

### Парний розряд (5–3)
| Легенда          |
| ---------------- |
| Турніри $100,000 |
| Турніри $75,000  |
| Турніри $50,000  |
| Турніри $25,000  |
| Турніри $10,000  |

| Фінали за покриттям |
| ------------------- |
| Тверде (5–2)        |
| Ґрунт (0–1)         |
| Трава (0–0)         |
| Килим (0–0)         |

| Результат | Дата              | Рівень | Турнір                          | Покриття | Партнерка        | Суперниці                                | Рахунок       |
| --------- | ----------------- | ------ | ------------------------------- | -------- | ---------------- | ---------------------------------------- | ------------- |
| Перемога  | 12 серпня 2002    | 10,000 | Поса-Ріка, Мексика              | Тверде   | Яміле Форс Герра | Alena Dvornikova Anastasia Dvornikova    | 6–4, 3–6, 6–0 |
| Перемога  | 1 серпня 2005     | 10,000 | Сьюдад-Гуаяна, Венесуела        | Тверде   | Яміле Форс Герра | Lumay Díaz Hernández Маріна Хіраль Лорес | 6–1, 6–2      |
| Поразка   | 25 жовтня 2005    | 25,000 | Мехіко, Мексика                 | Тверде   | Яміле Форс Герра | Соледад Есперон Келлі Лігган             | 6–1, 4–6, 3–6 |
| Перемога  | 28 листопада 2005 | 10,000 | Гавана, Куба                    | Тверде   | Яміле Форс Герра | Julianna Gates Chrissie Seredni          | 6–3, 6–2      |
| Перемога  | 3 липня 2006      | 10,000 | Валенсія (Венесуела), Венесуела | Тверде   | Яміле Форс Герра | Естафанія Грасіун Маріана Мусі           | 6–4, 6–4      |
| Поразка   | 12 вересня 2006   | 10,000 | Каракас, Венесуела              | Ґрунт    | Яміле Форс Герра | Флавія Міґнола Лусіана Сарменті          | 4–6, 1–6      |
| Перемога  | 27 листопада 2006 | 10,000 | Гавана, Куба                    | Тверде   | Яміле Форс Герра | Lumay Díaz Hernández Melissa Morales     | 6–3, 6–1      |
| Поразка   | 3 грудня 2007     | 10,000 | Гавана, Куба                    | Тверде   | Яміле Форс Герра | Моніка Краузе Bibiane Weijers            | 4–6, 4–6      |